# Kenneth McKellar (Politiker)

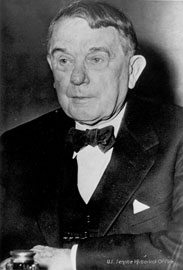
Kenneth McKellar

Kenneth Douglas McKellar (* 29. Januar 1869 in Richmond, Alabama; † 25. Oktober 1957 in Memphis, Tennessee) war ein US-amerikanischer Rechtsanwalt und Politiker der Demokratischen Partei.
Er war sechs Jahre lang (1911 bis 1917) Abgeordneter des Repräsentantenhauses und 36 Jahre lang (1917 bis 1953) Senator aus Tennessee. Im Senat fungierte er zweimal, von 1945 bis 1947 und nochmals von 1949 bis 1953, als Präsident pro tempore.

## Jugend und Familie
Kenneth McKellar wurde am 29. Januar 1869 als fünftes von neun Kindern in Richmond im Dallas County in Alabama geboren. Er wurde zu Hause von seinen Eltern und einer älteren Schwester unterrichtet. Sein Vater starb, als er elf Jahre alt war. Nach seinem Studium an der University of Alabama zog er 1892 nach Memphis und ließ sich dort als Rechtsanwalt nieder.

## Politik

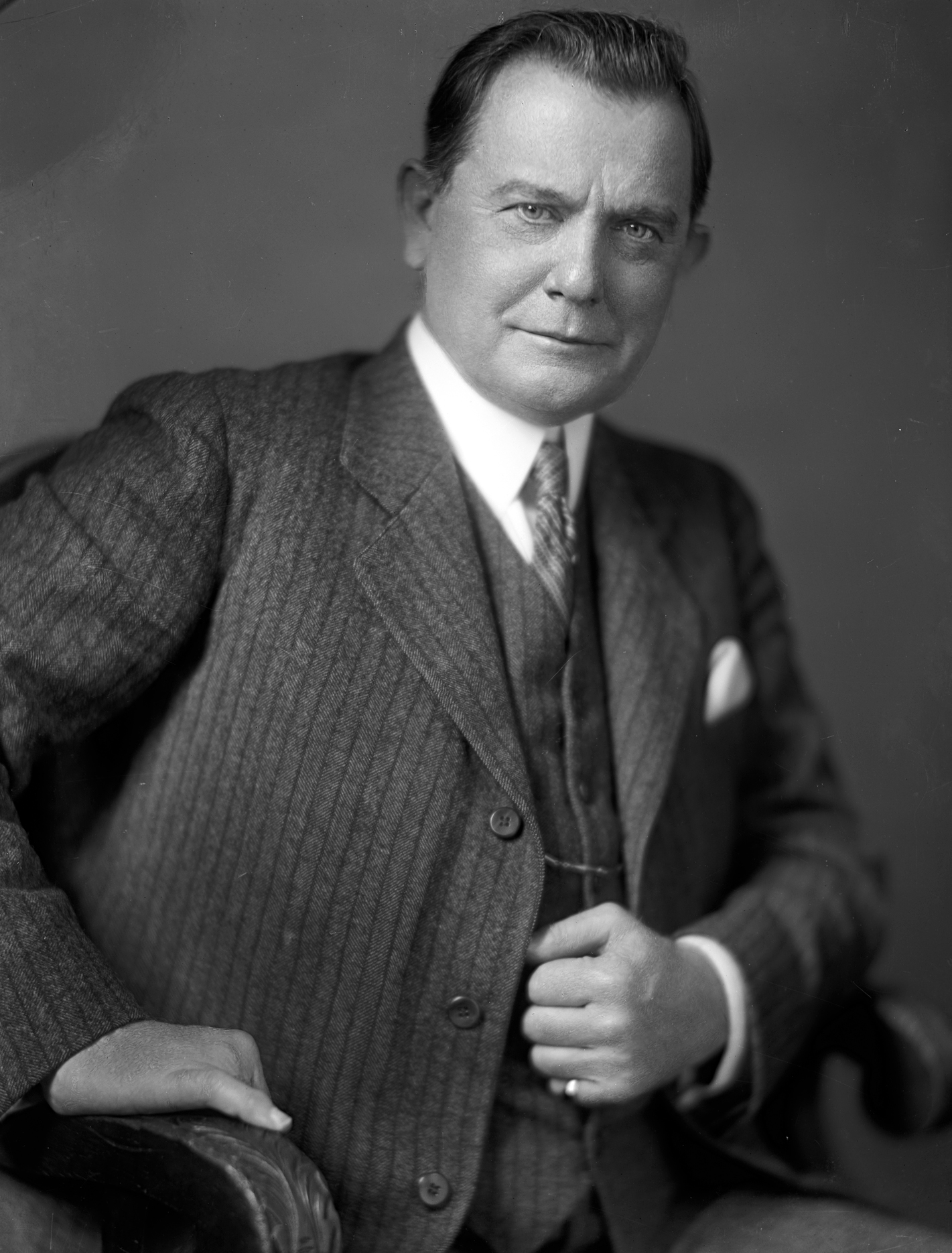

Bei der Präsidentschaftswahl 1904 fungierte McKellar für die Demokraten als Wahlmann für Tennessee im Electoral College. Sieben Jahre später wurde er nach dem Tod von George W. Gordon für den 10. District von Tennessee in den 62. Kongress der Vereinigten Staaten gewählt. In den beiden folgenden Wahlen (63. Kongress der Vereinigten Staaten und 64. Kongress der Vereinigten Staaten) wurde er jeweils wiedergewählt und war bis 1917 Kongressabgeordneter für den 10. District.
Zu den nächsten Kongresswahlen trat McKellar nicht mehr an, da er bereits 1916 für den Senat der Vereinigten Staaten kandidierte und für die Demokraten als Senator für Tennessee gewählt wurde. Bei den parteiinternen Vorwahlen bezwang er den Amtsinhaber, Senator Luke Lea, und den früheren Gouverneur, Malcolm R. Patterson. Bei der Wahl selbst, der ersten Senatswahl, bei der die Bevölkerung in Tennessee die Senatoren wählen durfte, gewann er gegen den früheren Gouverneur der Republikaner, Ben W. Hooper. Er wurde fünf Mal wiedergewählt (1922, 1928, 1934, 1940, und 1946) und war fast 36 Jahre lang – vom 4. März 1917 bis zum 3. Januar 1953 – Senator der Vereinigten Staaten.
Bei den Wahlen 1952 trat McKellar mit 83 Jahren ein siebtes Mal an, verlor aber bereits in den Vorwahlen gegen den parteiinternen Konkurrenten Albert Gore senior, den Vater des späteren Vizepräsidenten Al Gore.
Während seiner Zeit im Senat war Kenneth McKellar zweimal Präsident pro tempore des Senats der Vereinigten Staaten: Vom 6. Januar 1945 bis zum 2. Januar 1947 und vom 3. Januar 1949 bis zu seinem Ausscheiden aus dem Kongress am 2. Januar 1953. Er war Mitglied im Bewilligungsausschusses des Senats und Vorsitzender des Justizunterausschusse.

## Tod und Rezeption
Kenneth McKellar starb am 25. Oktober 1957 in Memphis, Tennessee und ist auf dem Elmwood Cemetery in Memphis begraben. Er war zeit seines Lebens Junggeselle und hatte keine Kinder.
Im Film Public Enemies wurde er von Ed Bruce dargestellt und im Film J. Edgar von Michael O’Neill.